# El día que murió el silencio
El día que murió el silencio és una pel·lícula boliviana dirigida pel cineasta bolivià Paolo Agazzi. Protagonitzada per Darío Grandinetti, filmada l'any 1998 en Boga, un municipi situat en el Departament de Cochabamba.
És la primera pel·lícula boliviana gravada amb so Dolby Digital, el seu cost de producció va ser bastant elevat comparat amb els pressupostos d'altres pel·lícules bolivianes.

## Argument
La pel·lícula tracta d'un empresari, Abelardo (Darío Grandinetti) que arriba a un petit poble anomenat Villaserena i instal·la la primera radioemissora al poble, Radio Nobleza, provocant diferents reaccions entre els habitants del Villaserena. El títol El dia que va morir el silenci, es deu al fet que en la pel·lícula, la gent del poble coneix per primera vegada el so d'una radiodifusió, mentre el protagonista (Abelardo) es dedica a difondre tot tipus de música, entrevistar les persones, brindar ajuda social, fins que en un moment donat, algunes persones del poble que no estan d'acord amb les idees del radialista comencen a fer-li la vida impossible arribant a tractar d'expulsar-lo del poble i destruir la ràdio, encara que també el protagonista compta amb el suport i la defensa d'altres persones del mateix poble.

## Repartiment
- Darío Grandinetti
- Gustavo Angarita
- Elías Serrano
- Norma Merlo
- Jorge Ortiz
- David Mondaca
- Luis Bredow
- Teresa Sierra
- María Laura García
- Blanca Morrison

## Nominacions i premis
- Catalina d'Or, Millor Actor, Festival Internacional de Cinema de Cartagena de Indias, Colòmbia, 1999.
- Premi Fipresci, Primer Esment Festroia, Portugal, 1999.
- Premi Stradivarius, Millor Música Original, Festival Internacional de Cinema de Trieste, 1999.
- Premi del Público, Festival Internacional de Cinema de Trieste, 1999.
- Premi Maia, Millor Pel·lícula de la Dècada La Paz, Bolívia, 2000.